# Sidney Bechet
Sidney Bechet (ur. 14 maja 1897 w Nowym Orleanie, zm. 14 maja 1959 w Paryżu) – amerykański saksofonista, klarnecista i kompozytor jazzowy.
Był najwybitniejszym po Louisie Armstrongu jazzmenem z Nowego Orleanu. Początkowo grał na klarnecie. W 1919 wyruszył ze swoim big-bandem na tournée po Europie i tam kupił saksofon sopranowy. Od tej pory znany był jako jeden z najwybitniejszych wirtuozów tego instrumentu w jazzie. Jako pierwszy zaczął tworzyć utwory bez tematu bazującego na piosence, a jedynie na strukturze harmonicznej.
Podczas kryzysu gospodarczego prowadził sklep krawiecki. W 1938 znów wrócił do muzyki. Odniósł sukces na koncercie zorganizowanym przez Johna Hammonda w Carnegie Hall. Potem na stałe przeniósł się do Paryża.

## Największe przeboje
Petite Fleur, Indian Summer, Sugar Blues